# Marco Weymans
Marco Weymans, född 9 juli 1997, är en belgisk-burundisk fotbollsspelare.

## Karriär
Den 31 januari 2019 värvades Weymans av Östersunds FK, där han skrev på ett treårskontrakt. Weymans gjorde allsvensk debut den 5 maj 2019 i en 1–1-match mot Kalmar FF, där han blev inbytt i den 62:a minuten mot Samuel Mensiro. Efter säsongen 2021 lämnade Weymans klubben i samband med att hans kontrakt gick ut.